# Koszanowo (Brzeżno)
Koszanowo (deutscher Name Kussenow) ist ein Dorf in der polnischen Woiwodschaft Westpommern. Es gehört zur Gemeinde Brzeżno (Briesen) im Kreis Świdwin (Schivelbein).

## Geografische Lage
Das Straßendorf Koszanowo liegt vier Kilometer südlich von Świdwin an einer Nebenstraße nach Rzepczyno (Repzin).

## Geschichte
Im Jahre 1337 wurde "Cosenow" im neumärkischen Landbuch als zum Lande Schivelbein gehörend erwähnt. 1499 belehnten Kurfürst Joachim und Markgraf Albrecht in Schivelbein Günther von Briesen mit zwei Hufen in Kussenow. 1692 pachtete Hans Klemp einen Bauernhof, der 1695 von Hans Zitzke, Freimann auf Kussenow, gekauft wurde. Im Rezess von 1819 war von Puttkamer Gutsherr, zwei Bauern waren bereits Eigentümer und sechs erwarben die Hälfte ihrer Ländereien. 1829 wurde als Gutsbesitzer Postmeister Rhau genannt, 1851 Suffert.
Im Jahre 1843 zählte Kussenow 135 Einwohner. 1882 gab es eine Ziegelei, sechs Bauern und einen Büdner. Im Jahre 1926 schließlich wurde die Chaussee nach Schivelbein modernisiert.
1939 lebten in Kussenow 200 Einwohner. Das Gut und fünf landwirtschaftliche Betriebe wirtschafteten auf der 508 Hektar großen Gemeindefläche. Wegen der Rinderhaltung wurde Kussenow von der Landwirtschaftskammer lobend erwähnt.
Bis 1939 war Robert Schulz Bürgermeister, gefolgt von Splittgerber. Mit den Gemeinden Briesen (heute polnisch: Brzeżno), Venzlaffshagen (Więcław) und Völzkow (Wilczkowo) bildete Kussenow den Amts- und Standesamtsbezirk Briesen im Amtsgerichtsbereich Schivelbein. Bis 1932 war es dem Kreis Schivelbein zugehörig, bis dieser im Zuge der Kreisreform im Landkreis Belgard (Persante) aufging.
Am 6. März 1945 wurde Kussenow von polnischen Truppen besetzt. Die Bevölkerung wurde vertrieben, das Dorf kam in polnische Hand und bildete seither einen Ortsteil der Gmina Brzeżno im – wieder erstandenen – Kreis Schivelbein.

## Kirche
Mit Völzkow (heute polnisch: Wilczkowo) war Kussenow bis 1945 zu einer Kirchengemeinde verbunden. Die Kirche stand in Völzkow. Die Gemeinde gehörte mit den Kirchengemeinde Briesen und Venzlaffshagen zum Kirchspiel Venzlaffshagen im Kirchenkreis Schivelbein der Kirchenprovinz Pommern in der evangelischen Kirche der Altpreußischen Union. 
Im Jahre 1940 zählte die Kirchengemeinde Völzkow-Kussenow 386 Gemeindeglieder von 962 im gesamten Kirchspiel. Letzter deutscher Geistlicher war Pfarrer Ernst Gauger. Koszanowo gehört zum Kirchspiel Koszalin (Köslin) in der Diözese Pommern-Großpolen der polnischen Evangelisch-Augsburgischen Kirche.